# Nariño (estación)
La estación sencilla Nariño, hace parte del sistema de transporte masivo de Bogotá, TransMilenio inaugurado en el año 2000.

## Ubicación
La estación se encuentra ubicada en el centro de la ciudad, más específicamente en la Avenida Caracas entre la calle 10 Sur y la Avenida Fucha. Se accede a ella por medio de un cruce semaforizado ubicado sobre esta última vía.

## Origen del nombre
La estación recibe el nombre de Nariño por la localidad en la que se encuentra. Atiende los barrios Ciudad Berna, San Antonio y alrededores.

## Historia
A comienzos del año 2001, fue inaugurada la segunda fase de la Troncal Caracas desde Tercer Milenio, hasta la estación intermedia de la Calle 40 Sur. Meses más tarde el servicio fue extendido al sur, hasta el Portal Usme.
Durante el Paro nacional de 2021, la estación sufrió diversos ataques que afectaron de forma considerable las puertas de vidrio y demás infraestructura de la estación, razón por la cual se encontró inoperativa. Por ello se implementó un servicio circular como contingencia.

## Servicios de la estación

### Servicios troncales
| Tipo                                | Rutas al Norte | Rutas al Sur |
| ----------------------------------- | -------------- | ------------ |
| Ruta fácil                          | 3              | 3            |
| Expresos todos los días todo el día | B72 B75 C15    | H15 H72 H75  |

### Esquema
| ← Norte |         |              |
| B75C15  | 3B72    | Calle 11 Sur |
| Vagón 2 | Vagón 1 |              |
| H15H75  | 3H72    | Calle 11 Sur |
| Sur →   |         |              |

### Servicios urbanos
Así mismo funcionan las siguientes rutas urbanas del SITP en los costados externos a la estación, circulando por los carriles de tráfico mixto sobre la calle 11 sur, con posibilidad de trasbordo usando la tarjeta TuLlave:
| Código | Sector             | Dirección               | Rutas            |
| ------ | ------------------ | ----------------------- | ---------------- |
| 408A11 | H Avenida Caracas  | AC 11 Sur - Av. Caracas | A617A620L817L818 |
| 437A12 | L Br. Ciudad Berna | AC 11 Sur - Av. Caracas | A818H617H620H817 |

## Ubicación geográfica
| Noroeste: Antonio Nariño | Norte: H Hortúa | Nordeste: Antonio Nariño |
| Oeste: G SENA            |                 | Este: L Policarpa        |
| Suroeste: Antonio Nariño | Sur: H Fucha    | Sureste: Antonio Nariño  |